# روجر هارتل
روجر هارتل (بالإنجليزية: Roger Härtl )‏ جراح أعصاب حصل على الدكتوراه من كلية طب ويل كورنيل في جامعة كورنيل ومستشفى نيويورك - بريسبيتيريان. وهو مدير جراحة العمود الفقري في مركز وايل كورنيل للدماغ والعمود الفقري وجراح أعصاب لدى نيويورك جيانتس"New York Giants". كان هارتل واحداً من أفضل 50 جراح في العمود الفقري في الولايات المتحدة. وواحداً من أفضل 10 جراحين في المستشفيات غير الربحية. أطلقت مجلة نيويورك عليه بكبير الأطباء بعد أن أنقذ حياة رجل إطفاء يُدعى يوجين ستولوسكي، الذي أُصيب بجراح خطيرة بعد أن قفز من مبنى محترق.

## خبرتة المهنية
ركز هارتل في عمله على إصابات الدماغ (TBI)، وقد حاضر حول العلاج الجراحي لاضطرابات العمود الفقري وإصابات الدماغ وإصابة الحبل الشوكي. وبالتعاون مع مؤسسة الصدمة الدماغية في نيويورك، كان عضوا في المجلس الاستشاري الطبي، ساعد هارتل في تطوير المبادئ التوجيهية في العلاج للإدارة الطبية والجراحية لإصابات الرأس التي تستخدم الآن على الصعيد الوطني.

## تعليمه
حصل هارتل على درجة الدكتوراه من جامعة لودفيغ ماكسيميليانس في ميونيخ بألمانيا. وأكمل زمالات ما بعد الدكتوراه في كلية طب وايل كورنيل، وكذلك في مستشفى شاريت التابعة لجامعة همبولدت في برلين، ألمانيا، ثم بعد ذلك التدريب الجراحي والإقامة في مستشفى أليغيني العام في بيتسبرغ، بنسلفانيا. أنهى إقامته لجراحة المخ والأعصاب في مستشفى نيويورك - بريسبيتيريان / ويل كورنيل الطبي ومركز ميموريال سلون كيترينج للسرطان، وبعد ذلك تابع تدريبا متخصصا في جراحة العمود الفقري المعقدة في معهد بارو العصبي في فينيكس تحت قيادة الدكتور فولكر سونتاغ. عمل مع قسم طب جراحة الأعصاب في ويل كورنيل في نيويورك منذ عام 2004.

## المنح والجوائز
في عام 2011 حصل هارتل وزميله كورنيل والدكتور لاري بوناسار، على منحة قدرها 100000 دولار من اتحاد كرة القدم الأميركي للمساعدة في تطوير جيل جديد من الأقراص الاصطناعية للعمود الفقري. وقد تلقى هارتل وبونسار أيضا مبلغ 400,000 دولار من التمويل من أوسبين وأوفونداتيون.

## مشروع جراحة المخ والأعصاب في تنزانيا
جلب هارتل وفريقه معدات جراحة الأعصاب الحيوية لمركز بوجاندو الطبي وقاموا بتدريب الجراحين المحليين لأداء الإجراءات الجراحية العصبية الأساسية. وكان فريقه قادرا على أداء العمليات الجراحية للعمود الفقري على المرضى الذين يعانون من إصابات خطيرة في العمود الفقري. كما قام بتدريب اثنين من الجراحين المحليين الذين تمكنا منذ ذلك الحين من إجراء أكثر من 20 عملية جراحية مماثلة على المرضى المحتاجين. وللبرنامج القدرة على الارتقاء بدرجة كبيرة بالطريقة التي تقدم بها البلدان النامية الرعاية الصحية حيث يقوم فريقه بتدريب «الأطباء العمليين» في تنزانيا، وتمكينهم بمستوى عال من الخبرة في إجراءات جراحة الأعصاب وتوفير أعلى مستوى من التدريب الجراحي لهؤلاء الجراحين على كل المستويات من الرعاية والتمريض والتخدير والعناية المركزة والرعاية العامة.